# Welcome to Love
Welcome To Love è un album del sassofonista jazz americano Pharoah Sanders pubblicato nel 1990 dalla Timeless. Registrato a Parigi il 17 e 18 luglio 1990. Il sottotitolo in copertina è "Pharoah Sanders plays beautiful ballads".

## Tracce
1. You Don't Know What Love Is – 4:58
2. The Nearness Of You Dedicated To Eddy Moore – 5:20
3. My One And Only Love – 8:09
4. I Want To Talk About You – 8:15
5. Soul Eyes – 9:24
6. Nancy – 6:55
7. Polka Dots And Moonbeams – 7:23
8. Say It (Over And Over Again) – 7:04
9. Lament – 6:19
10. The Bird Song – 6:59

## Formazione
- Pharoah Sanders - sassofono, voce
- William Henderson - pianoforte
- Stafford James - basso
- Eccleston W. Wainwright - batteria